# Stomoxys pallidus
Stomoxys pallidus är en tvåvingeart som beskrevs av Émile Roubaud 1911. 
Stomoxys pallidus ingår i släktet Stomoxys och familjen husflugor. Inga underarter finns listade i Catalogue of Life.